# Tetragona truncata
Tetragona truncata är en biart som beskrevs av Jesus Santiago Moure 1971. Tetragona truncata ingår i släktet Tetragona och familjen långtungebin. Inga underarter finns listade i Catalogue of Life.